# Passeport espagnol
Le passeport espagnol (en espagnol : pasaporte español) est délivré aux citoyens espagnols pour voyager hors d'Espagne. Pour voyager dans l'Espace Schengen, en Croatie et en Suisse, les citoyens espagnols peuvent utiliser leur carte nationale d'identité.

## Liste des pays sans visa ou visa à l'arrivée
En janvier 2024, les citoyens espagnols peuvent entrer sans visa préalable (soit absence de visa, soit visa délivré lors de l'arrivée sur le territoire) dans 194 pays et territoires pour des voyages d'affaires ou touristiques de courte durée. Selon l'étude de Henley & Partners, le passeport espagnol est le plus puissant du monde (à égalité avec les passeports allemand, français, italien, japonais et singapourien) en termes de liberté de voyages internationaux.

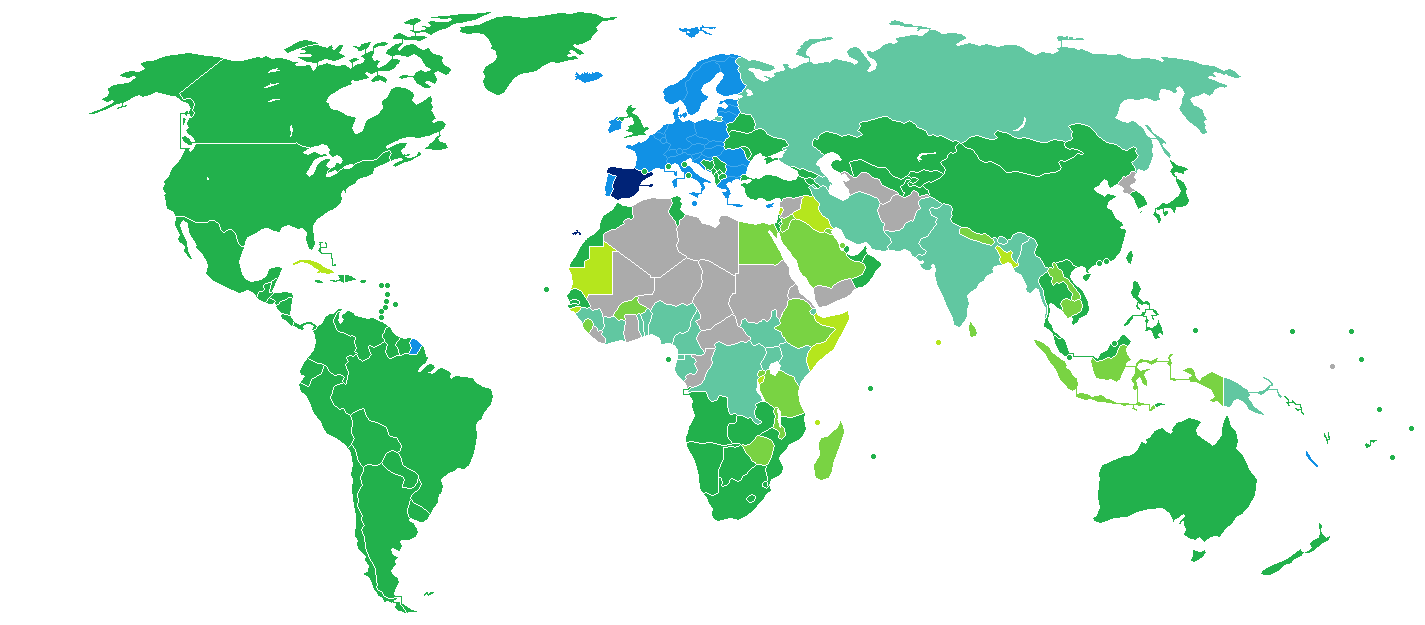
Pays et territoires avec des entrées sans visa ou un visa-sur-arrivée pour les titulaires de passeports espagnol
Espagne
Europe en liberté de mouvement
Visa non nécessaire
Visa à l'arrivée
Système de visa électronique
Visa électronique ou à l'arrivée
Visa requis avant l'arrivée